# São João Baptista (Santo Antão)
São João Baptista ist eine Freguesia der Kap Verden. Sie umfasst den größeren, südlicheren Teil des Concelhos Porto Novo auf der Insel Santo Antão. 2010 hatte die Verwaltungseinheit 14.465 Einwohner.
Die Freguesia ist nach dem Heiligen Johannes dem Täufer benannt. Der Ort hat eine Bürgermeisterin (Rosa Rocha).
Die Freguesia liegt größtenteils auf dem Südhang der Insel. Zahlreiche Bäche verlaufen auf dem Gebiet. Der Hauptort ist Porto Novo  
In Lajedos gibt es einen Fußballverein.

## Siedlungen
Die Freguesia umfasst die folgenden Siedlungen; angegeben ist auch die Bevölkerungszahl von 2010:
- Agua dos Velhos (60)
- Bolona (112)
- Casa do Meio (36)
- Catano (266)
- Chã de Morte (746)
- Cirio (476)
- Curral das Vacas (335)
- João Bento (auch: Ribeira dos Bodes, 162)
- Lagoa (358)
- Lagoa de Catano (257)
- Lajedo (558)
- Lombo das Lanças (40)
- Lombo de Figueira (281)
- Manuel Lopes (43)
- Mato Estreito (58)
- Morro Vento (107)
- Pedra de Jorge (55)
- Pico da Cruz (101)
- Porto Novo (9.310)
- Ribeira Fria (198)
- Ribeira Torta (11)
- Ribeirão Fundo (45)
- Tabuga (9)
- Tarrafal de Monte Trigo (841)

Koordinaten: 17° 1′ N, 25° 11′ W